# Amants de Sion
Les Amants de Sion (hébreu : חובבי ציון, Hovevei Tsion) ou Hibbat Zion (hébreu : חיבת ציון, forme alternative fréquente) est le nom d'un mouvement juif populaire, social et national, qui fut actif entre la fin du XIXe et le début du XXe siècle et dont le but était le renouveau du peuple d'Israël, par le retour vers Sion et la reconstruction de sa patrie.

## Histoire
Le mouvement, baptisé au début « L'Amour de Sion », est fondé en Russie en 1881 par un médecin d'Odessa, Léon Pinsker, à la suite d'émeutes antijuives qui réveillent la fibre communautaire de certains et engendrent la naissance d'un mouvement populaire, organisé autour de l'idée du « retour vers Sion ». 
Des projets et idées similaires avaient précédemment déjà été évoqués à titre individuel, par des personnalités telles que les rabbins Tzvi Hirsh Kalisher et Yehouda Hay Alkalay, le penseur Moses Hess, les écrivains Aharon David Gordon, Peretz Smolenskin, Éliézer Ben-Yehoudah et d'autres. Les Amants de Sion sont par contre le premier mouvement populaire de grande envergure à développer et mettre en application les idéaux sionistes.
À sa suite apparaissent, sous différents noms, de nombreuses associations juives favorisant l'installation en Terre d'Israël. Par exemple, le groupe de Varsovie est fondé par Louis-Lazare Zamenhof. Le but commun se fonde sur l'idée qu'il n'existe pas de salut pour les Juifs dans leurs pays d'exil, et que la solution réside dans le « retour vers Sion ». Les années 1880 voient en effet des vagues de pogroms en Russie (1881-1884) ainsi que l'instauration des lois de mai par Alexandre III, suivies par les émeutes antisémites de Londres à la fin de la décennie. C'est le Dr Pinsker qui apporte les germes idéologiques de « L'Amour de Sion » dans son livre Autoémancipation, édité en 1882. La conférence de Katowice, première rencontre officielle des organisations des Amants de Sion, rassemble 35 représentants venant de différents pays et se conclut par le manifeste de L'Alliance des Amants de Sion, sous la présidence du Dr Pinsker. Cette alliance est au départ baptisée « Souvenir de Moïse », en hommage à Sir Moïse Montefiore pour ses actions en faveur des Juifs dans le monde et en Terre d'Israël.
Le mouvement des Amants de Sion se répand dans tous les centres juifs du monde entier. En Europe centrale et occidentale, il prend une forme plus culturelle. C'est cette même partie de l'Europe qui s'engage dans la lutte contre l'assimilation ; c'est elle aussi qui pose les jalons du Mouvement sioniste politique sur la scène duquel arriva Theodor Herzl.
Au congrès de Katovitz en 1884, Tzvi Herman Shapira propose à l’organisation de créer un fonds d’achat de terres en Palestine. Ce sera le futur Fonds national juif (KKL) .
Lors de la seconde conférence des Amants de Sion à Drusknik en 1887 apparaissent des antagonismes entre les jeunes Amants laïcs (Menahem Ussishkin, Meïr Dizengoff et d'autres) et les tendances orthodoxes, sous la conduite du rabbin Samuel Mohaliver.

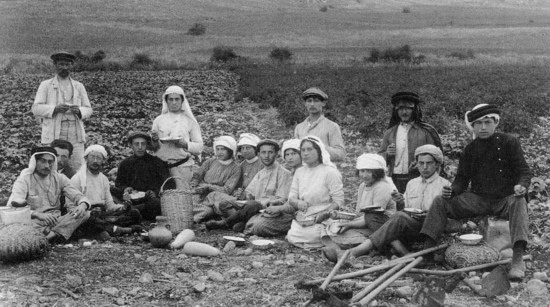
Ouvriers agricoles juifs de la seconde alya, portant le keffieh dans les champs de Migdal, photographie de Yaakov Ben-Dov (1912)

Lors de la troisième conférence, l'influence orthodoxe se renforce, et ce jusqu'à l'adhésion de l'organisation Bneï-Moshé qui renverse la tendance en faveur d'une majorité éclairée et laïque. L'association prend alors la voie d'une idéologie nationale culturelle. Les Amants de Sion fondent aussi l'association Langue claire promouvant la résurrection et la propagation de l'hébreu, et éditent différentes œuvres littéraires dans cette langue.
En 1890, avec l'accord du gouvernement russe, ils créent l'Association pour l'aide aux agriculteurs et artisans juifs en Syrie et en Palestine qui légitime de fait les activités du mouvement sur tout le territoire russe. Le conseil central de la Société est baptisé Conseil Odessa. Avec l'apparition de Herzl et la création de l'Organisation sioniste mondiale, la grande majorité des associations des Amants de Sion et de leurs adhérents rejoignent le mouvement sioniste, poursuivant en son sein leur action. Avec son soutien, ils contribuent entre autres, à l'édification de nouvelles communautés et écoles en Terre d'Israël.
Nombreux parmi eux émigrent en Palestine et deviennent les fondateurs des villes Rishon LeZion, Rosh Pina, Zikhron Yaakov, Yessud Haméala et d'autres encore. Ils comptent parmi les pionniers du village de Petah Tikva, fondé par un groupe formé à Jérusalem, et qui devra abandonner momentanément l'endroit, faute de conditions viables.
Le Conseil Odessa est dissous en 1919 par les Bolcheviks.